# Badgley Mischka
Badgley Mischka è una casa di moda statunitense fondata nel 1988 dagli stilisti Mark Badgley (East St. Louis, 12 gennaio 1961) e James Mischka (Burlington, 23 dicembre 1960) a New York.

## Storia iniziale
Mark Badgley è cresciuto in Oregon e ha studiato economia alla University of Southern California. James Mischka, invece, ha frequentato la Università Rice grazie a una borsa di studio. Inizialmente voleva studiare ingegneria biomedica con l'intento di progettare arti artificiali, poi ha intrapreso una strada diversa e ha conseguito un bachelor's degree in Arts Management.
I due si sono conosciuti a New York, come studenti della Parsons, dove insieme si sono laureati nel 1985.
Nei tre anni successivi Badgley ha lavorato come stilista per Jackie Rogers e Donna Karan, mentre Mischka ha curato la collezione maschile WilliWear di Willi Smith, dopo un'esperienza per Yves Saint Laurent.
Quindi nel 1988 hanno deciso di fondare la propria casa di moda.

## L'azienda
La Badgley Mischka nasce come azienda produttrice di abiti da sera e raggiunge una fama mondiale nel 1996 quando sul red carpet nella notte degli Oscar un loro abito color cipria è indossato da Winona Ryder.
Nel 1992 l'azienda viene acquistata dalla compagnia tedesca Escada. Dal 1993 produce anche abiti da sposa e dal 1999 calzature. Il primo punto vendita ufficiale apre sulla Rodeo Drive di Beverly Hills nel 2000. Infine, nel 2004 l'azienda passa nelle mani dell'Iconix Brand Group.
Celebri volti della linea di moda sono state Mary-Kate e Ashley Olsen  e Teri Hatcher di Desperate Housewives.

## Curiosità
Sono firmati Badgley Mischka l'abito che Kristin Davis indossa in Sex and the City per il matrimonio di Charlotte York con Harry Goldenblatt; e quello che Kaylee DeFer indossa in Gossip Girl per il ballo della debuttanti che segna l'ingresso in società di  Ivy Rhodes.

## Premi e riconoscimenti
- Mouton Cadet Young Designer Award (1989)
- Dallas International Apparel Rising Star Award (1992)
- Marymount Designer of the Year Award (2001)

## Vita privata
Dopo ventotto anni insieme, Badgley e Mischka si sono sposati presso il municipio di New York il 22 marzo 2013.
James Mischka è un collezionista di auto d'epoca. Badgley invece possiede uno stallone europeo a sangue caldo di nome Brando che a volte partecipa a delle competizioni di salto ostacoli.
Badgley e Mischka sono comproprietari di un appartamento a Chelsea, una villa a West Palm Beach e un casale del 1899 a Oyster Bay.